# درنگ نکن
درنگ نکن (انگلیسی: Don't Think Twice) فیلمی در ژانر کمدی-درام به کارگردانی مایک بیربیگلیا است که در سال ۲۰۱۶ منتشر شد. از بازیگران آن می‌توان به کیگان-مایکل کی، جیلیان جیکوبز، کیت میکوچی، و مایک بیربیگلیا اشاره کرد.